# Les Baxter
Leslie Thompson Baxter, detto Les (14 marzo 1922 – 15 gennaio 1996), è stato un compositore, direttore d'orchestra, arrangiatore e cantante statunitense.

## Biografia
È considerato il padre e maggior esponente della musica Space Age ed Exotica, e tra i più rilevanti arrangiatori del '900.
All'età di 23 anni entra a far parte come cantante dei MelTones, la formazione di Mel Tormé che abbandona nel 1947 per entrare in un quartetto vocale della NBC Radio; Baxter continua a cantare fino al 1952. In seguito dirige l'orchestra della Capitol in varie occasioni, come le session di registrazione di artisti come Frank Sinatra e Bob Eberle.
Nel 1947 con l'album avveniristico Music Out of the Moon (Capitol), su composizioni di Harry Revel, è il primo ad avvalersi del theremin solitico in un organico, ponendolo come strumento centrale dell'intera orchestrazione. Music Out of the Moon, tra i primissimi Album della storia della discografia, inizialmente fu un cofanetto di 78 giri, poi uno di 45 giri e, infine, un 10 pollici 33. L'opera sperimentale accenderà un importante riflettore su Dr. Samuel Hoffman, primo e unico thereminista swing. I brani del disco entreranno a far parte tra la musica ascoltata nello spazio dall'equipaggio dell'Apollo 11 durante le operazioni di allunaggio.
Seguirà una intensa collaborazione con la Capitol Records attraverso cui Baxter produrrà come compositore, arrangiatore e direttore d'orchestra, alcuni tra gli album più poetici, visionari e romantici mai realizzati, dedicandosi principalmente alla trasposizione in musica di visioni esotiche - ma non tralasciando mai l'estetica spaziale (riproposta in album come Space Escapade - 1959) - e che rappresenteranno un riferimento imprescindibile per generazioni di compositori e orchestratori. Riscontrabili evidenti elementi legati all'opera e alla ricerca di Baxter, tra gli altri, negli italiani Armando Trovajoli, Piero Piccioni, Piero Umiliani e Ennio Morricone. Baxter sarà il primo a impiegare audacemente strumenti africani, indiani e caraibici, calandoli in organici canonici, album come Ritual of the Savage (Le sacre du sauvage) (1951), Skins! Bongo Party with Les Baxter (1957), African Jazz (1959), Les Baxter's Jungle Jazz (1959), rappresentano i primissimi, pioneristici casi di effettiva fusione tra jazz e musica africana.
Nel 1953 scrive la sua prima colonna sonora cinematografica per il film Tanga Tika; nel corso degli anni sessanta realizza numerose colonne sonore per film horror (collaborando, tra gli altri, con Roger Corman e Mario Bava) e film per teenager.
Scrive arrangiamenti per Nat King Cole (Nature Boy, Here's To My Lady, Too Yung, Mona Lisa, Always You) e per numerosi programmi televisivi, tra cui Whistle, tema di Lassie.
Durante gli anni novanta il lavoro di Baxter è stato riscoperto e l'autore è stato celebrato come uno dei precursori del genere musicale "exotica".

## Discografia parziale
- 1947 – Music Out of the Moon
- 1951 – Arthur Murray Favorites: Tangos
- 1951 – Ritual of the Savage (Le sacre du sauvage)
- 1954 – The Passions: Featuring Bas Sheva
- 1954 – Thinking of You
- 1955 – Kaleidoscope
- 1956 – Caribbean Moonlight
- 1956 – Tamboo!
- 1956 – The Poor People of Paris - prima posizione nella classifica statunitense dei singoli per quattro settimane
- 1957 – 'Round the World with Les Baxter
- 1957 – Midnight on the Cliffs
- 1957 – Ports of Pleasure
- 1957 – Selections from Rogers and Hammerstein's South Pacific
- 1957 – Skins! Bongo Party with Les Baxter
- 1958 – Confetti
- 1958 – Love is a Fabulous Thing
- 1958 – Selections from Rodgers and Hammerstein's South Pacific
- 1958 – Space Escapade
- 1959 – African Jazz
- 1959 – Barbarian (Goliath and the Barbarians) [colonna sonora]
- 1959 – Les Baxter's Jungle Jazz
- 1959 – Wild Guitars
- 1960 – Les Baxter's Teen Drums
- 1960 – The Sacred Idol [colonna sonora]
- 1960 – Young Pops
- 1961 – Alakazam the Great [colonna sonora]
- 1961 – Broadway '61
- 1961 – Jewels of the Sea
- 1961 – Master of the World [colonna sonora]
- 1961 – Wild Hi-Fi Drums / Wild Stereo Drums
- 1962 – Sensational!
- 1962 – The Primitive and the Passionate
- 1962 – Voices in Rhythm
- 1963 – Les Baxter's Balladeers
- 1963 – The Academy Award Winners
- 1963 – The Soul of the Drums
- 1966 – Brazil Now
- 1967 – African Blue
- 1968 – L'amore è blu (CGD, POP 67)
- 1968 – Hell's Belles [colonna sonora]
- 1968 – Moog Rock
- 1969 – All the Loving Couples [colonna sonora]
- 1969 – Bora Bora [OST]
- 1969 – Bugaloo in Brazil
- 1969 – Love Is Blue
- 1970 – Million Seller Hits
- 1970 – Que Mango!
- 1971 – Music of the Devil God Cult: Strange Sounds from Dunwich - The Dunwich Horror [colonna sonora]
- 1973 – Black Sabbath (1963) [colonna sonora]
- 1975 – Movie Themes
- 1978 – Born Again
- 1995 – The Lost Episode of Les Baxter (1961) [colonne sonore televisive]
- 1996 – By Popular Request
- 2000 – Dr. Goldfoot and the Girl Bombs (1966) [colonna sonora]

## Filmografia parziale

### Compositore
- Monica e il desiderio (Sommaren med Monika), regia di Ingmar Bergman (1953)
- Il sonno nero del dottor Satana (The Black Sleep), regia di Reginald Le Borg (1956)
- I vivi e i morti (House of Usher), regia di Roger Corman (1960)
- La maschera del demonio, regia di Mario Bava (1960) (versione USA)
- La vendetta di Ercole, regia di Vittorio Cottafavi (1960) (versione USA)
- Le 13 fatiche di Ercolino (Saiyuki), regia di Taiji Yabushita e Daisaku Shirakawa (1960) (versione USA)
- Fall Girl, regia di R. John Hugh (1961)
- Reptilicus, regia di Sidney W. Pink (1961) (versione USA)
- Il padrone del mondo (Master of the World), regia di William Witney (1961)
- Il pozzo e il pendolo (The Pit and the Pendulum), regia di Roger Corman (1961)
- Maciste contro il vampiro, regia di Sergio Corbucci e Giacomo Gentilomo (1961) (versione USA)
- Maciste alla corte del Gran Khan, regia di Riccardo Freda (1961)
- L'ammutinamento, regia di Silvio Amadio (1961)
- Gli invasori, regia di Mario Bava (1961) (versione USA)
- Il terrore dei mari, regia di Domenico Paolella (1961) (versione USA)
- La sfinge d'oro, regia di Luigi Scattini (1967) (versione USA)